# دیستریکت هایتس (مریلند)
دیستریکت هایتس (به انگلیسی: District Heights) شهری در ایالت مریلند کشور ایالات متحده آمریکا است که جمعیت آن در سرشماری سال ۲۰۱۰ میلادی، ۵٬۸۳۷ نفر بوده‌است.